# 下米歇尔巴克
下米歇尔巴克（法語：Michelbach-le-Bas，发音：[miʃəlbak lə ba] 或 [miçəlbax lə ba]；德语：Nieder-Michelbach）是法国上莱茵省的一个市镇，属于米卢斯区（Mulhouse）圣路易县（Saint-Louis）。该市镇总面积4.94平方公里，2009年时的人口为706人。

## 人口
下米歇尔巴克人口变化图示